# Ернст Готліб фон Штойдель
Ернст Готліб фон Штойдель (нім. Ernst Gottlieb von Steudel) — німецький лікар і ботанік.

## Біографія
Штойдель вивчав педагогіку у своєму рідному місті, а з 1801 р. вивчав медицину та природничі науки в Тюбінгені, де в 1805 р. здобув ступінь доктора. Після перебування в Швейцарії він провів деякий час у Відні та Галле і повернувся до Есслінгена в 1806 році, де зарекомендував себе як лікар загальної практики. Незабаром після цього він отримав посаду старшого ветеринара, а в 1828 році став медичним офіцером міста.
Стьюдель був членом-кореспондентом Товариства природничих досліджень Сенкенберга з 1822 року. У 1826 році він став членом Леопольдини. Він також був співзасновником асоціації мандрівників Есслінгена (метою цього товариства було відправляти у світ молодих ботаніків, щоб вони відкривали та збирали рослини, сприяючи розширенню ботанічних досліджень).
Його син Гельмут Штойдель (1816–1886) також був лікарем і отримав своє ім'я від роду рослин Hellmuthia Steud..

## Деякі публікації
- 1821–1824: Nomenclator botanicus
- 1826: Enumeratio plantarum Germaniae
- 1853–1855: Synopsis planterum glumacearum